# Ходлево
Ходлево (пол. Chodlewo) — село в Польщі, у гміні Жміґруд Тшебницького повіту Нижньосілезького воєводства.
Населення — 221 особа (2011).
У 1975-1998 роках село належало до Вроцлавського воєводства.

## Демографія
Демографічна структура станом на 31 березня 2011 року:
|          | Загалом | Допрацездатний вік | Працездатний вік | Постпрацездатний вік |
| -------- | ------- | ------------------ | ---------------- | -------------------- |
| Чоловіки | 117     | 26                 | 81               | 10                   |
| Жінки    | 104     | 11                 | 69               | 24                   |
| Разом    | 221     | 37                 | 150              | 34                   |